# Daniel Sangouma
Daniel Sangouma, né le 7 février 1965 à Saint-Denis de La Réunion, est un ancien athlète français, pratiquant le sprint. Il a conservé le record de France du 100 mètres de juin 1990 à juillet 2005, date du nouveau record de Ronald Pognon.

## Carrière sportive
En 1990, aux Championnats d’Europe à Split en Yougoslavie, Daniel Sangouma écrit une des plus belles pages de l'histoire de l’athlétisme tricolore. Deuxième relayeur du relais 4 × 100 m français, avec Max Morinière (dont il venait de battre le record de France du 100 mètres), Jean-Charles Trouabal et Bruno Marie-Rose, au prix d'une remarquable ligne droite opposée, il bat le record du monde en signant un chrono de 37 secondes 79 centièmes.

## Palmarès

### International
| Date | Compétition                    | Lieu       | Résultat | Épreuve   |
| ---- | ------------------------------ | ---------- | -------- | --------- |
| 1983 | Championnats d'Europe junior   | Schwechat  | 8e       | 200 m     |
| 1983 | Championnats d'Europe junior   | Schwechat  | 4e       | 4 × 100 m |
| 1985 | Championnats d'Europe en salle | Athènes    | 4e       | 200 m     |
| 1985 | Jeux mondiaux en salle         | Paris      | 4e       | 200 m     |
| 1986 | Championnats d'Europe en salle | Madrid     | 4e       | 200 m     |
| 1988 | Championnats d'Europe en salle | Budapest   | 6e       | 200 m     |
| 1988 | Jeux olympiques                | Séoul      | 3e       | 4 × 100 m |
| 1989 | Jeux de la francophonie        | Casablanca | 1er      | 100 m     |
| 1989 | Jeux de la francophonie        | Casablanca | 1er      | 200 m     |
| 1989 | Jeux de la francophonie        | Casablanca | 1er      | 4 × 100 m |
| 1989 | Coupe du monde des nations     | Barcelone  | 3e       | 100 m     |
| 1989 | Finale du Grand Prix           | Monaco     | 1er      | 200 m     |
| 1990 | Championnats d'Europe          | Split      | 2e       | 100 m     |
| 1990 | Championnats d'Europe          | Split      | 1er      | 4 × 100 m |
| 1991 | Championnats du monde          | Tokyo      | 2e       | 4 × 100 m |
| 1992 | Championnats d'Europe en salle | Gênes      | 5e       | 60 m      |
| 1992 | Championnats d'Europe en salle | Gênes      | 2e       | 200 m     |
| 1993 | Jeux méditerranéens            | Narbonne   | 1er      | 200 m     |
| 1994 | Championnats d'Europe en salle | Paris      | 5e       | 60 m      |
| 1994 | Championnats d'Europe en salle | Paris      | 1er      | 200 m     |
| 1994 | Championnats d'Europe          | Helsinki   | 1er      | 4 × 100 m |

### National
Championnats de France :
- vainqueur du 100 mètres en 1990 et 1991 ;
- vainqueur du 60 mètres en salle en 1992 ;
- vainqueur du 200 mètres en salle en 1988, 1992 et 1994.

## Records
- Record du monde du 4 × 100 mètres en 37 s 79 le 1er septembre 1990 à Split.
- Record de France du 100 mètres en 10 s 02 le 29 juin 1990 à Villeneuve-d'Ascq.

## Reconversion
À la fin de sa carrière, il intègre la Direction commerciale de la société adidas France.

## Distinctions
Élu Champion des champions français L'Équipe (avec Bruno Marie-Rose, Jean-Charles Trouabal et Max Morinière) en 1990.